# Sune Lund-Sørensen
Sune Lund-Sørensen (født 28. juli 1942 i Gjern, død 21. december 2006 i Stockholm, Sverige) var en dansk filminstruktør, der mest er kendt for at instruere film-udgaverne af to af Dan Turèlls krimier, Mord i mørket og Mord i Paradis.
Sune Lund-Sørensen var uddannet fotografassistent, toneassistent og klipper i 1963. Han producerede først og fremmest dokumentarfilm i de første 20 år af sin karriere. i 1964 blev han tilknyttet Mogens Skot-Hansens filmselskab Laterna Film og debuterede samme år med kortfilmen Himmelekspressen om hjemløse mænd. I 1967 lavede han filmen Skrammellegepladsen, som vandt en pris på kortfilmfestivalen i Oberhausen.
I 1972 producerede Lund-Sørensen to dokumentarfilm for Den Kongelige Grønlandske Handel. Filmene viser unge, som opgiver det traditionelle livet i bygderne i Grønland for at hellige sig fiskeriet og rejeindustrien. Karsten Fledelius skrev om dem i 2002 på Ekkofilm.dk: "De to veldisponerede dokumentarfilm er det nærmeste, man kommer noget, der kan betegnes som hvervefilm for moderniseringsprocessen."
Han arbejdede en del i Sverige. Således var hans debutspillefilm netop den svenske Smuglerkongen fra 1985. Siden blev det til flere produktioner inden for flere genrer.

## Filmografi
Sune Lund-Sørensen har instrueret følgende film:
- Himmelekspressen (1964)
- Fest i gaden (1967)
- Skrammellegepladsen (1967)
- Pas på dit hjerte (1967)
- Otto Gelsted i samtale med Sven Møller Kristensen (1968)
- Trommen (1968)
- Nørrebro 1968 (1969)
- Miss World (1971)
- Emilie fra Sarqaq (1972)
- Havet ved Grønland (1972)
- Ku' jeg hjælpe Dem med noget? (1973)
- Scandinavia on a summers day (1974)
- 66 dage med Jeppe (1981)
- Ny dansk energi (1982)
- Smuglerkongen (Sverige, 1985)
- Mord i mørket (1986)
- Mord i Paradis (1988)
- Danish symphony (1988, film beregnet på reklamefremstød)
- Camping (1990)
- Joker (Sverige, 1991)